# Український Календар
«Украї́нський Календа́р» — єдине, крім тижневика «Наше Слово», періодичне видання (щорічник) для українців у Польщі (з 1957), що його видає УСКТ.
За профілем — універсальний літературно-науковий альманах. Особливо цінні статті про українсько-польські культурні зв'язки. 
Серед авторів, крім місцевих українських літераторів та науковців, є польські україністи, літературознавці з УРСР (наприклад, Петро Ротач), незалежної України та інших східноєвропейських (донедавна соціалістичних) країн. 
Редактори: з 1968 А. Середницький; наклад 6 — 10 000 (обмежений владою, яка не дозволяє друкування українських книжок взагалі, крім шкільних підручників).